# Шведський музей фотографії
Шведський музей фотографії, Fotografiska — приватний музей у Стокгольмі, заснований 21 травня 2010 року.

## Історія
Музей «Fotografiska» було засновано 21 травня 2010 року американським фотографом Енні Лейбовіц. Музей розташований на острові Седермальм Стокгольмського архіпелагу. Музей займає приміщення колишньої Великої митниці (Stora Tullhuset), спорудженої в 1906—1910 роках за проектом архітектора Фердінанда Боберга в стилі модерн. Виставкові площі музею становлять 2500 кв. м., тоді як саме приміщення має площу 5500 кв. м.